# Botanophila laterella
Botanophila laterella este o specie de muște din genul Botanophila, familia Anthomyiidae. A fost descrisă pentru prima dată de Collin în anul 1967. Conform Catalogue of Life specia Botanophila laterella nu are subspecii cunoscute.